# William Voltz
William “WiVo” Voltz, pseudônimo de Willi Christian Voltz, (Offenbach am Main, 28 de janeiro de 1938 - 24 de março de 1984) foi um escritor alemão.
Ele foi desde a sua estreia em livros de ficção científica no ano de 1962 (principalmente na série Perry Rhodan) um escritor muito ativo. Por sua efetividade como escritor-chefe até seus últimos dias de vida na série, ele foi alcunhado com o título de "último dos grandes" de Perry Rhodan.

## O autor
William Voltz publicou sua primeira novela no ano de 1958 na série Utopia. A novela “star fighter” ganhou inúmeros prêmios. Além das suas atividades em fanzines -  ele finalmente escreveu a série Perry Rhodan, onde com o romance Volume 74: “The grey” fez um começo memorável. Voltz entrou como membro da Science Fiction club Germany (SFCD) graças a indicação de K. H. Scheer como conseqüência por seus trabalhos em Perry Rhodan, recebendo da junta fundadora um prêmio de revelação por sua obra.

### A moda Voltz
As personagens criados por ele expressavam freqüentemente atitudes profundamente humanas. William Voltz preferia heróis silenciosos, que eram apaixonados por seu trabalho, e pelo bem estar de todos. Entretanto estes personagens no fim da história (nas novelas de Perry Rhodan) acabavam sendo  gevoltzado  (um acontecimento fazia o personagem mudar sua forma de agir e pensar).
Por  Voltzado  se entenda a caracterização do personagem, que se desenvolvia no começo da novela dando ao leitor a sensação de entender o personagem e seu modo de agir que poderia levá-lo a morte no final da novela. A morte tomava lugar normalmente no meio de alguma ação, muitas vezes para proteger outros, em conformidade com figura criada pelo personagem.

## Atividades que o destacaram
Começando pelo volume 650 ele substituiu K.H. Scheer como escritor-chefe Exposéautor e determinou o curso da série por vários anos. Neste tempo ele indicou a direção que a série tomaria de forma muito especifica, cobrindo seu passado e criando, o Perry Rhodan na forma que ele é hoje. Por vezes os autores atuais não ficam muito contentes com isso, pois pela popularidade que o autor adquiriu com os fãs se torna um luta constante qualquer tentativa de mudança nas concepções idealizadas por William Voltz.

### Versão revisada
Com intenção de reformular determinados números da série e atualiza-los ände silver volumes William Voltz propôs a ideia de mudar a tendência dos primeiros números feitos na década de sessenta. De acordo com a nova ordem social mundial e as mudanças globais que ocorreram desde o fim da guerra fria, que glorificavam exageradamente a representação terrestre, e mostrava um esquema muito preto e branco das demais civilizações (em particular na figura de um inimigo), com um forte representação militarista, etc.  Eles foram reformulados, re-escritos ou uma nova introdução era apresentada no início dos livros.

### Atlan
Também foi outra série que William Voltz participava. Voltz foi responsável por mudanças sutis na caracterização da civilização Arconida.
E no ano de 1973 ele escreveu seu primeiro Fantasy - série alemã da Dragon.

## Doença
William Voltz ficou doente no começo da década de oitenta. Ele tinha câncer e passou seus últimos anos concebendo as diretrizes para a série até o número 1200. Propôs o nome de Thomas Ziegler, para ser seu sucessor sem sucesso. Morreu em 24 de março de 1984. O seu último número teve um título que refletia o estado dos seus fãs no momento da sua morte ( As lagrimas de Einstein ). A série Perry Rhodan continuou com a liderança de Ernst Vlcek que ele considerava um indigno sucessor.

## Homenagens
Em homenagem a William Voltz foi publicado em 1984 uma edição comemorativa da obra de William Voltz. Nele todos os autores contavam memórias que tinham de William Voltz com pequenas anedotas. Além disso continha seus mais importantes momentos em vida, e algumas histórias parcialmente não publicadas. Em memória de vinte anos sem Voltz foi proposto um prêmio que leva seu nome (2004) William Voltz Award. As três melhores histórias são apresentadadas na feira do livro de Frankfurt. Em 2005 recebeu o prêmio de melhor história sobre robôs e em 2006 sobre o século XXII.
Outra “honraria” feita ao autor esta na criação da espécie dos Willys, que surgiram nas primeiras novelas da série com trabalhadores de natureza incansável. O nome indicava como nenhum outro o que William Voltz era no seu cotidiano.

## Obras
- Sternenkämpfer (1958)
- Hotel Galactic (1969)
- Quarantäne (1973)
- Ein Roboter in der Garage (1978) com "Ralph Steven"
- Der Triumph (1980)
- Alphabet des Schreckens (1980)
- Zeitsplitter (1981)
- Ein Stück Ewigkeit (1982)